# Grochowy
Grochowy – wieś w Polsce położona w województwie wielkopolskim, w powiecie konińskim, w gminie Rychwał.

## Historia
Wieś po raz pierwszy wzmiankowana w 1328 roku, jako majętność biskupów lubuskich. W późniejszym czasie była własnością szlachecką. 
30 maja 1863, podczas powstania styczniowego, oddział Edmunda Calliera stoczył tu zwycięską bitwę (Bitwa pod Grochowami) z wojskami rosyjskimi dowodzonymi przez Aleksandra von Broemsena (na lokalnym cmentarzu znajduje się mogiła 25 poległych wówczas powstańców). 
W latach 1975–1998 miejscowość administracyjnie należała do województwa konińskiego.

## Obiekty i instytucje
- Szkoła Podstawowa im. Powstańców Styczniowych,
- agencja pocztowa,
- parafia,
- kościół św. Doroty (wzniesiony w latach 1909–1912 w stylu neoklasycystycznym),
- cmentarz parafialny,
- Ochotnicza Straż Pożarna wraz z remizą.